# Aruanas
Aruanas é uma série de televisão brasileira produzida pelos Estúdios Globo e pela Maria Farinha Filmes, sendo a primeira temporada lançada no serviço de streaming Globoplay em 2 de julho de 2019. Menos de um ano depois, a série foi exibida na TV aberta. Criada e escrita por Estela Renner e Marcos Nisti, os roteiros foram escritos com Pedro de Barros na primeira temporada e com Carolina Kotscho na segunda. A Direção Artística da primeira temporada é de Carlos Manga Jr. e direção geral de Estela Renner. Já na segunda temporada, é André Felipe Binder quem assina a Direção Artística. A série contou também com a direção de Bruno Safadi, Lúcio Tavares e Mariana Richard. A primeira temporada foi gravada em Manaus, Manacapuru e São Paulo.
Débora Falabella, Taís Araújo e Leandra Leal interpretam as protagonistas da trama, enquanto Camila Pitanga a antagonista.

## Enredo

### Temporada 1
As fundadoras da ONG de preservação ambiental Aruanas, a jornalista Natalie (Débora Falabella), a advogada Verônica (Taís Araújo) e a ambientalista Luísa (Leandra Leal), viajam para Cari, no interior do Amazonas, ao receberem uma denuncia sobre atentados aos povos indígenas e conflitos pela posse de terras preservadas. Elas descobrem um grande esquema de crimes ambientais ligados à mineradora de Miguel Kiriakos (Luiz Carlos Vasconcelos), um empresário poderoso na região que conta com a influência de Olga Ribeiro (Camila Pitanga), uma advogada lobista sem nenhum escrúpulo, para avançar dentro das reservas e colocar as forasteiras para fora.

### Temporada 2
Com Verônica (Taís Araújo) morando fora do país, a ONG Aruanas se sustenta com Natalie (Débora Falabella) e Luísa (Leandra Leal), que buscam fazer uma parceria com o advogado Theo (Daniel de Oliveira), filho de um importante político, o que acaba deixando Luísa desconfortável com a dependência em pessoas desconhecidas.  No meio disso, Natalie recebe a proposto para conhecer a cidade de Arapós, no interior São Paulo, a convite do prefeito da cidade, Enzo (Lázaro Ramos), onde presencia o protesto suicida de Mauro (Lima Duarte).  A partir disso, e com a volta de Verônica ao Brasil, as Aruanas começam a traçar um paralelo entre a perfeição da cidade-modelo e a PEC trilionária que os políticos estão tentando fazer passar em Brasília.

## Elenco

### Principal
| Intérprete              | Personagem              | Temporadas | Temporadas |
| Intérprete              | Personagem              | 1ª 2019    | 2ª 2021    |
| ----------------------- | ----------------------- | ---------- | ---------- |
| Débora Falabella        | Natalie Melo            |            |            |
| Taís Araújo             | Verônica Muniz          |            |            |
| Leandra Leal            | Luísa Laes              |            |            |
| Camila Pitanga          | Olga Ribeiro            |            |            |
| Luiz Carlos Vasconcelos | Miguel Kiriakos         |            |            |
| Thainá Duarte           | Clara Ferreira          |            |            |
| Vitor Thiré             | André                   |            |            |
| Bruno Goya              | Rodrigo Falcão (Falcão) |            |            |
| Ravel Andrade           | Pontocom                |            |            |
| Daniel de Oliveira      | Theo                    |            |            |
| Lázaro Ramos            | Pref. Enzo Costa        |            |            |
| Lima Duarte             | Mauro                   |            |            |
| Elisa Volpatto          | Ivona Lucas             |            |            |

### Recorrente
| Intérprete         | Personagem       | Temporadas | Temporadas |
| Intérprete         | Personagem       | 1ª 2019    | 2ª 2021    |
| ------------------ | ---------------- | ---------- | ---------- |
| Rômulo Braga       | Amir Melo        |            |            |
| Pedro Guilherme    | Yan Laes Pereira |            |            |
| Cláudio Jaborandy  | Delegado Décio   |            |            |
| Flávio Rochaa      | Nelson           |            |            |
| Manuela Trigo      | Gabriela Alvarez |            |            |
| Marcelo Laham      | Franco           |            |            |
| Cacá Amaral        | Vito Neri        |            |            |
| Joaquim de Almeida | Robert Johnson   |            |            |
| Bella Piero        | Raquel           |            |            |
| César Ferrario     | Cunha            |            |            |

### Participações especiais
| Intérprete        | Personagem        |
| ----------------- | ----------------- |
| Daniel Ribeiro    | Ícaro             |
| Bruno Padilha     | Sheik             |
| Rafael Primot     | Ramiro            |
| Samuel de Assis   | Gilberto Pereira  |
| Marcos Andrade    | Promotor Rubens   |
| Sérgio Pardal     | Otávio Paderneira |
| Isabela Catão     | Rosa Paderneira   |
| Ediana Souza      | Flávia            |
| Gustavo Falcão    | Felipe            |
| Luti Angeli       | Padre Adelino     |
| Daniel Volpi      | Evandro           |
| Gustavo Vaz       | Gregory           |
| Buda Lira         | Robson            |
| Kay Sara          | Payall            |
| Guilherme Barroso | Alan              |
| Abraão Mazuruna   | Raoni             |

## Exibição
A série estreou exclusivamente na plataforma Globoplay no dia 28 de Julho de 2019 e teve sua 2º temporada confirmada na CCXP do mesmo ano.
A primeira temporada foi exibida pela TV Globo de 28 de abril a 30 de junho de 2020, nas noites de terça-feira.
Sua 2º temporada estreou na plataforma do dia 25 de novembro de 2021, logo alcançando o top 10 das produções mais vistas da plataforma durante as 2 semanas de estreia.
A TV Globo exibiu os dois primeiros episódios em formato de telefilme no dia 9 de fevereiro de 2022, durante a apresentação do especial Cinema do Líder, onde o público assiste o mesmo filme que o líder da semana no Big Brother Brasil.
A segunda temporada foi exibida pela Globo de 9 de maio a 11 de julho de 2023, novamente nas noites de terça-feira.

## Repercussão

### Recepção da crítica
Tony Goes em sua crítica para a Folha de S.Paulo disse que os "dramas pessoais ajudam a tornar nova série da Globo menos ecochata". Vinícius Nader, do Correio Braziliense disse que "sem ar de novelão, Aruanas traz maturidade ao Globoplay."

### Audiência
O primeiro episódio da exibição na televisão aberta marcou 20.9 pontos.